# Carnival Destiny
El Carnival Sunshine (anteriormente Carnival Destiny) es un crucero de la clase Destiny operado por Carnival Cruise Line. Debutó en 1996 como el primer barco de pasajeros jamás construido en superar las 100.000 toneladas brutas, y se convirtió en el primero en romper el récord que el Queen Elizabeth estableció en 1940 como el barco de pasajeros más grande del mundo, manteniéndolo hasta 1998.

## Historial de servicio

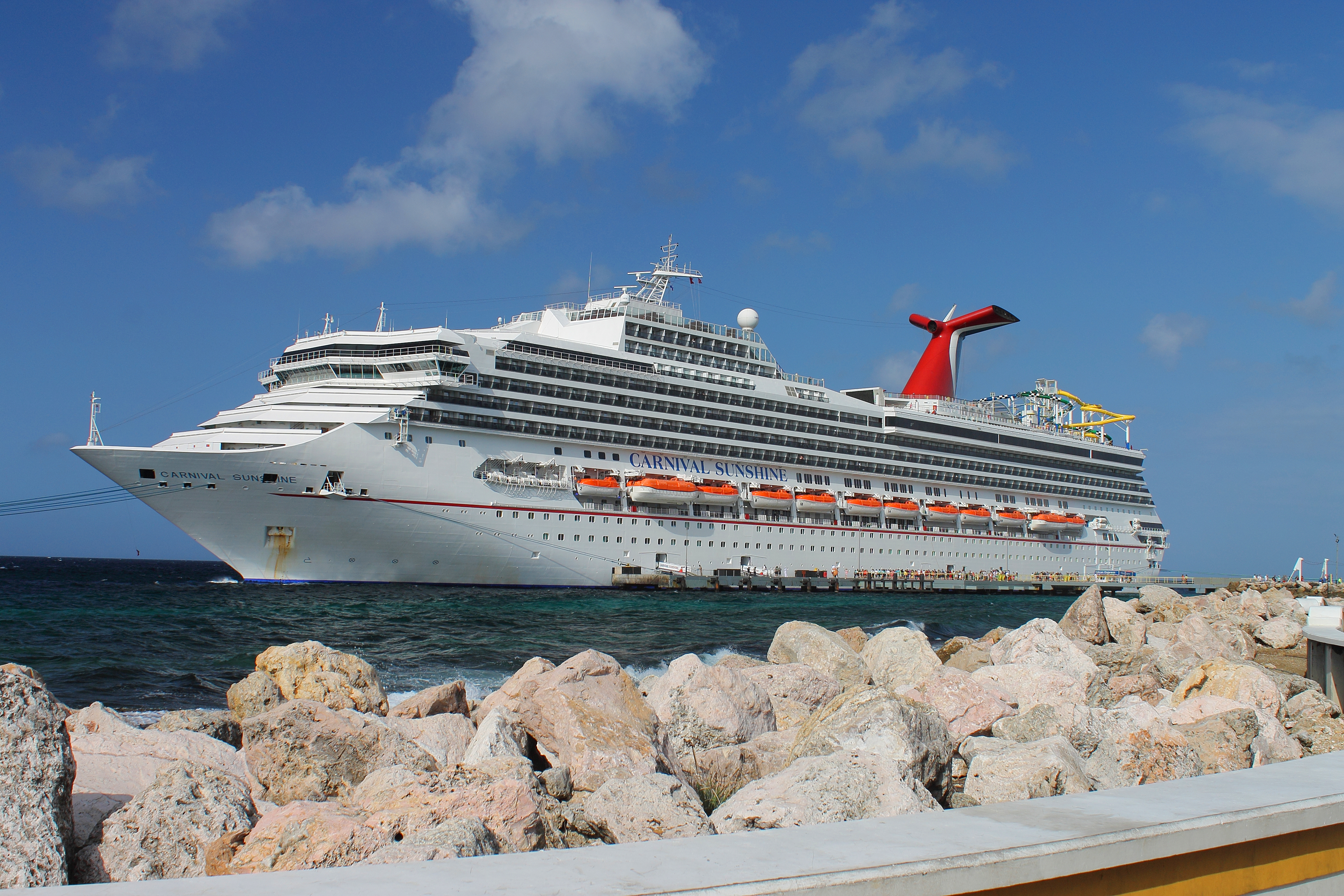
Carnival Sunshine in 2014.

Construido por Fincantieri en su astillero Monfalcone en Friuli-Venezia Giulia, norte de Italia, fue bautizado como Carnival Destiny en Venecia (Italia), en noviembre de 1996 por Lin Arison, la esposa del fundador de Carnival Cruise Line, Ted Arison. En la película de comedia dramática estadounidense de 1997 Holy Man con Eddie Murphy, Jeff Goldblum y Kelly Preston, el Carnival Destiny se ve en el fondo varias veces al comienzo de la película, la primera vez que los personajes principales se encuentran.
En 2013, recibió una remodelación importante y un cambio de nombre, y los barcos gemelos Carnival Sunrise y Carnival Radiance siguieron su ejemplo en 2019 y 2021 respectivamente. En una ceremonia en Nueva Orleans el 17 de noviembre de 2013, se le cambió el nombre formalmente, con Lin Arison una vez más sirviendo como su madrina.
Desde mayo de 2019, el barco tiene su puerto base en Charleston, Carolina del Sur. Originalmente se planeó navegar a Cuba desde Charleston, pero esos planes se cancelaron después de la prohibición de viajar a Cuba en 2019.